# Jakob Oftebro

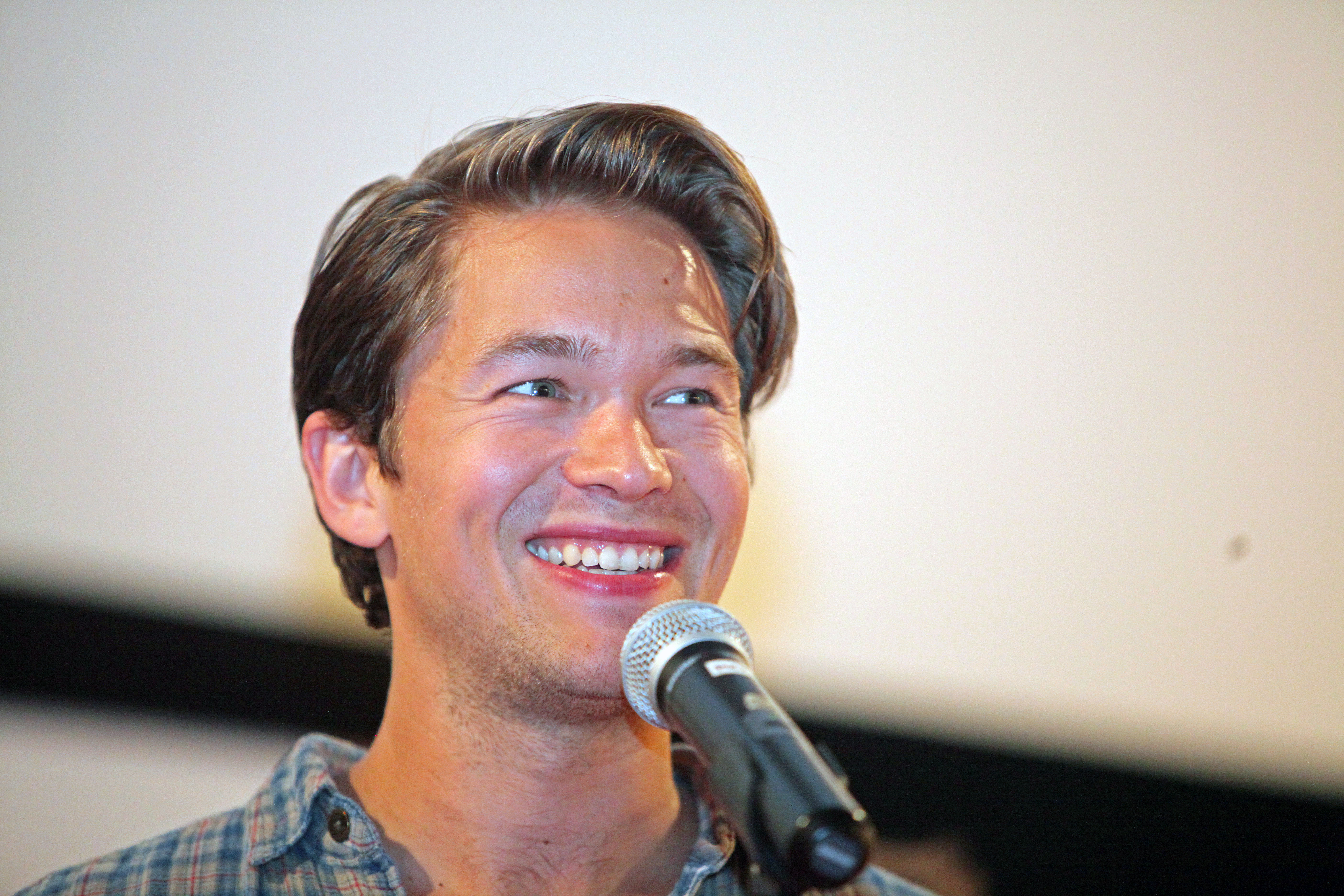
Jakob Oftebro beim Internationalen Filmfestival Karlovy Vary im Juli 2015.

Jakob Oftebro (* 12. Januar 1986 in Oslo) ist ein norwegischer Schauspieler und Synchronsprecher.

## Leben
Oftebro begann als jüngster Teilnehmer 2004 im Alter von 18 Jahren an der Statens teaterhøgskole in Oslo ein Schauspiel-Studium. Im Jahr 2007 war Oftebro zunächst am Rogaland Teater in Stavanger tätig und studierte dann anschließend im folgenden Jahr an der Statens Teaterskole in Kopenhagen weiter.
Oftebro begann danach im Mungo Park-Theater in Allerød nördlich von Kopenhagen aufzutreten. 2009 wirkte er als Gastkomiker und Moderator in der 7. Staffel der TV2-Unterhaltungsserie Torsdag kveld fra Nydalen mit. Im Jahr 2012 spielte er in der norwegischen NRK-Serie Erobreren mit, die auf Jan Kjærstads Trilogie Der Verführer (Forføreren), Der Eroberer (Erobreren) und Der Entdecker (Oppdageren) basiert. In der Serie verkörperte er die Hauptrolle des jungen Jonas Wergeland, womit er in Norwegen eine größere Bekanntheit erreichte. Ebenfalls 2012 trat Oftebro in dem Film Kon-Tiki in der Rolle des Torstein Raaby auf. Kon-Tiki wurde für die Verleihung des Oscars in der Kategorie Bester fremdsprachiger Film für 2013 nominiert.
2013 spielte er die Rolle des Johannes in der Verfilmung von Knut Hamsuns-Roman Victoria. Oftebro spielte auch eine Rolle in der dänisch-schwedischen Kriminalserie Die Brücke – Transit in den Tod und in der dänischen Historienserie 1864 und in der norwegisch-US-amerikanischen Krimiserie Lilyhammer mit. Des Weiteren hatte er eine Doppelrolle in dem Film Bare Bea von 2004 und spielte 2008 in den Film Max Manus, Lars-Emil Erichsen, einen norwegischen Widerstandskämpfers während des Zweiten Weltkriegs. Das Norsk filminstitutt nominierte Oftebro zu der Shooting Star-Auszeichnung der Berlinale für 2014. 2014 trat Oftebro in der dänischen Historienserie 1864 in einer Hauptrolle als Laust auf, wofür er mit dem Nordens språkpris (Nordischen Sprachenpreis) ausgezeichnet wurde. Rollen hatte er auch in der internationalen Produktion Tom of Finland (2017) von Dome Karukoski sowie der niederländisch-norwegischen Produktion Das Entschwinden (2017) von Boudewijn Koole.
Weiterhin war er auch als Synchronsprecher in Animations- und Zeichentrickfilmen tätig.
Jakob Oftebro ist der gemeinsame Sohn des Schauspielers Nils Ole Oftebro und dessen geschiedener Frau, der Kulturjournalistin Kaja Korsvold. Sein jüngerer Halbbruder Jonas Hoff Oftebro stammt aus der zweiten Ehe seines Vaters mit der Schauspielerin Anette Hoff und ist ebenfalls Schauspieler.

## Filmografie
- 2004: Bare Bea
- 2008: Max Manus
- 2010: Hvaler (Fernsehserie, 6 Episoden)
- 2011: Dag (Fernsehserie, 1 Episode)
- 2011: Der Wolf – Schwarze Schafe (Varg Veum – Svarte får)
- 2012: Erobreren
- 2012: Die Legende vom Weihnachtsstern (Reisen til julestjernen)
- 2012: Kon-Tiki
- 2013: Lev stærkt
- 2013: Victoria
- 2013: Mord in Fjällbacka: Das Familiengeheimnis (Tyskerungen)
- 2013: Die Brücke – Transit in den Tod (Broen/Bron, Fernsehserie, 3 Episoden)
- 2013: Tarok
- 2013–2014: Lilyhammer (Fernsehserie, 6 Episoden)
- 2014: When Animals Dream (Når dyrene drømmer)
- 2014: Neste Sommer (Fernsehserie, 1 Episode)
- 2014: Einer nach dem anderen (Kraftidioten)
- 2014: 1864 – Liebe und Verrat in Zeiten des Krieges (1864, Fernsehserie, 7 Episoden)
- 2015: Gullkysten
- 2015: Wie auf Erden (Så ock på jorden)
- 2015: Die Hüterin der Wahrheit – Dinas Bestimmung (Skammerens datter)
- 2015–2017: Jung & vielversprechend ( Unge lovende, Fernsehserie, 8 Episoden)
- 2016: Erlösung (Flaskepost fra P)
- 2016: The Last King – Der Erbe des Königs (Birkebeinerne)
- 2016: Tordenskjold & Kold
- 2017: Tom of Finland
- 2017: Das Entschwinden (Verdwijnen)
- 2017: Countdown Copenhagen (Gidseltagningen, Fernsehserie, 8 Episoden)
- 2017: Schneemann
- 2017: Die unglaubliche Geschichte von der Riesenbirne (Den utrolige historie om den kæmpestore pære, Sprechrolle)
- 2017: Monster (Fernsehserie, 7 Episoden)
- 2018: Rig 45 (Fernsehserie, 6 Episoden)
- 2018: Krieger (Kriger, Fernsehserie, 6 Episoden)
- 2019: Die Hüterin der Wahrheit 2: Dina und die schwarze Magie (Skammerens datter 2)
- 2020: Norsemen (Vikingane, Fernsehserie, 6 Episoden)
- 2020: Hamilton – Undercover in Stockholm (Hamilton, Fernsehserie, 9 Episoden)
- 2020: Krudttønden
- 2020: Der Brief für den König (The Letter for the King, Fernsehserie, 5 Episoden)
- 2020: Betrayed (Den største forbrytelsen)
- 2021: Die Königin des Nordens (Margrete den første)
- 2022: Operation Schwarze Krabbe (Svart krabba)

## Auszeichnungen
- 2014: Shooting Star auf der Berlinale
- 2014: Nordens språkpris[7][8][9]
- 2022: Bester Nebendarsteller mit einem Robert für Die Königin des Nordens
- 2023: „Beste Nebenrolle“, Gullruten (für Kids in Crime)[10]
- 2025: „Beste Nebenrolle“, Gullruten (für Kids in Crime 2)[11]